# Rebordões (Santo Tirso)
Rebordões é uma vila portuguesa sede da Freguesia de Rebordões do Município de Santo Tirso, freguesia com 4,21 km² de área e 3130 habitantes (censo de 2021), tendo, assim, uma densidade populacional de 743,5 hab./km².
A povoação de Rebordões foi elevada à categoria de vila em 1997.

## Demografia
A população registada nos censos foi:
| Distribuição da População por Grupos Etários | Distribuição da População por Grupos Etários | Distribuição da População por Grupos Etários | Distribuição da População por Grupos Etários | Distribuição da População por Grupos Etários |
| -------------------------------------------- | -------------------------------------------- | -------------------------------------------- | -------------------------------------------- | -------------------------------------------- |
| Ano                                          | 0-14 Anos                                    | 15-24 Anos                                   | 25-64 Anos                                   | > 65 Anos                                    |
| 2001                                         | 493                                          | 494                                          | 1996                                         | 576                                          |
| 2011                                         | 410                                          | 334                                          | 1961                                         | 711                                          |
| 2021                                         | 305                                          | 287                                          | 1617                                         | 921                                          |

## Heráldica
Armas - Escudo de azul, com uma Vieira de Ouro, um Ramo de Castanheiro de Prata com ouriços do mesmo, abertos de vermelho e uma roda dentada de prata, tudo disposto em roquete; em campanha, ponte de um arco de ouro, lavrada de negro, firmada nos flancos e movente de um pé ondeado de prata e azul de três tiras. Coroa mural de prata de quatro torres. Listel branco, com a legenda a negro: “REBORDÕES - SANTO TIRSO“

## Localização
Localizada a norte da cidade de Santo Tirso, Rebordões é atravessada pela Estrada Nacional N105, que liga as cidades do Porto e Guimarães. A localidade situa-se na margem esquerda do Rio Ave e do rio Vizela. É limitada a norte pelo rio Ave e rio Vizela (tendo na margem oposta a união de freguesias de Areias, Sequeirô, Lama e Palmeira, o município de Vila Nova de Famalicão e a freguesia de Vila das Aves), a este pela freguesia de S. Tomé de Negrelos, a sul pela freguesia de Monte Córdova e a oeste pela união de freguesias de Santo Tirso, Couto (S. Cristina e S. Miguel) e Burgães. 

## História
A paróquia de Rebordões surgiu na sequência da doação da abadia doada ao Mosteiro de Santo Tirso, em 1226. Pertenceu parcialmente à honra de Rebordões, sita nos limites do atualmente extinto concelho de Refojos de Riba d'Ave, até 1834. Nesse ano, Rebordões passou a concelho (até 1836), com a designação e limites da freguesia atual. 
Em 1839 pertencia ao concelho de São Tomé de Negrelos extinto pelo Decreto de 24 de Outubro de 1855, pelo qual passou ao de Santo Tirso.
A partir dos teares manuais aí existentes, a partir do século XIX a indústria e a população cresceu consideravelmente nessa freguesia. Atualmente, é caracterizada por um povoamento disperso, com edifícios de função habitacional e industrial, predominantes em redor ao longo da estrada. Encontram-se ainda alguns terrenos agrícolas na localidade.